# Југовићи (Никшић)
Југовићи је насеље у општини Никшић у Црној Гори. Према попису из 2003. било је 329 становника (према попису из 1991. било је 348 становника).

## Демографија
У насељу Југовићи живи 258 пунолетних становника, а просечна старост становништва износи 37,6 година (37,4 код мушкараца и 37,8 код жена). У насељу има 81 домаћинство, а просечан број чланова по домаћинству је 4,06.
Становништво у овом насељу веома је хетерогено.
|  |

| Демографија | Демографија | Демографија |
| Година      | Становника  | Становника  |
| ----------- | ----------- | ----------- |
|             |             |             |
|             |             |             |
|             |             |             |
|             |             |             |
| 1948.       | 207         |             |
| 1953.       | 239         |             |
| 1961.       | 292         |             |
| 1971.       | 281         |             |
| 1981.       | 314         |             |
| 1991.       | 348         | 346         |
| 2003.       | 330         | 329         |
|             |             |             |

| Етнички састав према попису из 2003.‍ | Етнички састав према попису из 2003.‍ | Етнички састав према попису из 2003.‍ | Етнички састав према попису из 2003.‍ | Етнички састав према попису из 2003.‍ |
| ------------------------------------ | ------------------------------------ | ------------------------------------ | ------------------------------------ | ------------------------------------ |
|                                      |                                      |                                      |                                      |                                      |
| Срби                                 | Срби                                 |                                      | 167                                  | 50,75%                               |
| Црногорци                            | Црногорци                            |                                      | 156                                  | 47,41%                               |
| Бошњаци                              | Бошњаци                              |                                      | 1                                    | 0,30%                                |
| непознато                            | непознато                            |                                      | 0                                    | 0,0%                                 |

| Година пописа     | 1948. | 1953. | 1961. | 1971. | 1981. | 1991. | 2003. |
| ----------------- | ----- | ----- | ----- | ----- | ----- | ----- | ----- |
| Број домаћинстава | 42    | 52    | 55    | 59    | 68    | 81    | 81    |

| Број чланова      | 1  | 2  | 3  | 4  | 5 | 6  | 7  | 8 | 9 | 10 и више | Просек |
| ----------------- | -- | -- | -- | -- | - | -- | -- | - | - | --------- | ------ |
| Број домаћинстава | 81 | 12 | 10 | 12 | 9 | 15 | 14 | 6 | 3 | 0         | 0      |

| Пол    | Укупно | Неожењен/Неудата | Ожењен/Удата | Удовац/Удовица | Разведен/Разведена | Непознато |
| ------ | ------ | ---------------- | ------------ | -------------- | ------------------ | --------- |
| Мушки  | 140    | 56               | 59           | 2              | 0                  | 23        |
| Женски | 133    | 33               | 58           | 7              | 0                  | 35        |
| УКУПНО | 273    | 89               | 117          | 9              | 0                  | 58        |

| Пол    | Укупно                    | Пољопривреда, лов и шумарство | Рибарство                            | Вађење руде и камена | Прерађивачка индустрија       |
| ------ | ------------------------- | ----------------------------- | ------------------------------------ | -------------------- | ----------------------------- |
| Мушки  | 63                        | 12                            | 0                                    | 11                   | 21                            |
| Женски | 14                        | 3                             | 0                                    | 0                    | 3                             |
| УКУПНО | 77                        | 15                            | 0                                    | 11                   | 24                            |
| Пол    | Производња и снабдевање   | Грађевинарство                | Трговина                             | Хотели и ресторани   | Саобраћај, складиштење и везе |
| Мушки  | 0                         | 1                             | 0                                    | 1                    | 1                             |
| Женски | 0                         | 0                             | 4                                    | 1                    | 0                             |
| УКУПНО | 0                         | 1                             | 4                                    | 2                    | 1                             |
| Пол    | Финансијско посредовање   | Некретнине                    | Државна управа и одбрана             | Образовање           | Здравствени и социјални рад   |
| Мушки  | 0                         | 0                             | 15                                   | 0                    | 0                             |
| Женски | 0                         | 0                             | 0                                    | 1                    | 1                             |
| УКУПНО | 0                         | 0                             | 15                                   | 1                    | 1                             |
| Пол    | Остале услужне активности | Приватна домаћинства          | Екстериторијалне организације и тела | Непознато            | Непознато                     |
| Мушки  | 0                         | 0                             | 0                                    | 1                    | 1                             |
| Женски | 1                         | 0                             | 0                                    | 0                    | 0                             |
| УКУПНО | 1                         | 0                             | 0                                    | 1                    | 1                             |